# SH-06E
ドコモ スマートフォン AQUOS PHONE ZETA SH-06E（ドコモ スマートフォン アクオスフォン ゼータ エスエイチゼロロクイー）は、シャープによって開発された、NTTドコモの第3.9世代移動通信システム（Xi）と第3世代移動通信システム（FOMA）とのデュアルモード端末である。ドコモ スマートフォン（第2期）のひとつ。

## 概要
SH-02Eの後継機種で、IGZO液晶はそのままに解像度がフルHDへとスペックアップしている。当初はdocomo NEXT seriesの端末として開発されていた。
キャッチコピーは「2日間を超えて次のステージへ、IGZO。」もしくは「感動が続く。驚きの省電力がパワーアップ、フルHD IGZO搭載の新ZETA」である。
SH-02Eでは画面内のオンスクリーンボタンを採用していたが、本機種では画面外に配置された静電容量式のタッチボタンを採用したことにより、4.8インチの画面全てが表示領域となった。
カメラは、シャープ独自の裏面照射型CMOSセンサーと「Bright Eye」と呼ばれるF値1.9の明るいレンズを新たに採用。また光学手ブレ補正や声でシャッターが切れる「Voice Shot」機能により、手ブレによる撮影の失敗を軽減できる。
ミュージックプレーヤーはWolfson社製の高音質の音楽専用LSIを搭載し、低消費電力設計により最長約75時間の長時間再生を実現。またFMトランスミッタを搭載している。
フルHDのIGZO液晶を全面的に打ち出すため、平たい丸い石を削り液晶をはめ込んだようなデザインとなっている。
なおバッテリーの取り外しは不可だが、バッテリーは内部の「アンテナ付き電池ロックユニット」で単にロックされているだけの「スロットイン方式」を採用している。端末背面の下部に設けられたカバーを外し、特殊な工具を使用することでドコモショップのスタッフがバッテリーを取り外せるようになっているため、電池交換の際はSH-02Eのような修理預かり（交換代金3,885円）だけでなく、ドコモショップ店頭でも対応可能（2,835円）。これはSH-02E（7,350円）の、預かり修理では約半額、店頭交換では半額以下である。ユーザーで取り外しができないことになっているため、ドコモのカタログでは「※バッテリーの取り外しはできません（バッテリーの交換は有料です）。」と強調されている。ただ、工具も市販のものを使えばユーザーでも交換は可能。
防水仕様端末であるが、microUSB端子は端子自体が防水になっており、他機種のようなカバー部からの浸水の恐れがない。
モバキャス(NOTTV)とQiワイヤレス充電に両対応するなど意欲的な機種であったにもかかわらず、この時期のドコモの「ツートップ」戦略の影に隠れてしまい早くから投げ売り状態となっていた。
タッチパネル感度への不満、ハード的にはBluetooth 4.0対応であるのにAndroid 4.4へのアップデートがなされなかったため活用できないなど、ユーザー満足度には難があったと言わざるを得ない面もある。

## 搭載アプリ
Google標準アプリ
- Chrome
- Gmail
- Google+
- Google検索
- Google設定
- Playストア
- Playブックス
- Playミュージック
- Playムービー
- YouTube
- トーク(→ハングアウト)
- ナビ
- マップ
- メッセンジャー
- ローカル
- 音声検索

メーカー提供アプリ
- OfficeSuite
- SHツール
- アルバム
- おサイフケータイ
- カメラ
- カレンダー
- ダウンロード
- ブラウザ
- メール
- メッセージ
- メーカーアプリ
- ミュージック
- ワンセグ
- 設定
- 電卓
- 時計
- 取扱説明書

## 主な機能
| 主な対応サービス                                | 主な対応サービス                         | 主な対応サービス                     | 主な対応サービス                                                 |
| ----------------------------------------------- | ---------------------------------------- | ------------------------------------ | ---------------------------------------------------------------- |
| タッチパネル/加速度センサー                     | Xi/FOMAハイスピード                      | Bluetooth                            | DCMX/おサイフケータイ/NFC/かざしてリンク/赤外線/トルカ           |
| ワンセグ/フルセグ/モバキャス                    | メロディコール                           | テザリング                           | WiFi IEEE802.11a/b/g/n/ac                                        |
| GPS                                             | ドコモメール/電話帳バックアップ          | デコメール/デコメ絵文字/デコメアニメ | iチャネル/iコンシェル/しゃべってコンシェル                       |
| エリアメール/ソフトウェアーアップデート自動更新 | デジタルオーディオプレーヤー(WMA)(MP3他) | GSM/3Gローミング(WORLD WING)         | フルブラウザ/Flash Player                                        |
| Google Play/dメニュー/dマーケット               | Gmail/Google Talk/YouTube/Picasa         | バーコードリーダ/名刺リーダ          | ドコモ地図ナビ/ドコモドライブネット/Google Maps/ストリートビュー |

## 歴史
- 2013年5月15日 - NTTドコモより発表。
- 2013年5月24日 - 発売開始[7]。
- 2014年6月26日 - Android 4.4にバージョンアップされないことがアナウンスされた[8]。
- 時期不明 - Android 4.4以前でのアプリのサポートがほぼ終了[9][10]。

## アップデート・不具合など
2013年6月5日のアップデート
- 戻るキーを素早く何度かタッチした際に、正常に反応しない場合がある不具合を修正する。
- 画面が消灯した状態で電源キーを押下した際に、画面が表示されない場合がある不具合を修正する。
- ビルド番号が01.00.00、01.00.01から01.00.04になる。

2013年6月24日のアップデート
- HDRビデオ撮影機能の追加。
- 通話中、まれに自分の声が相手に途切れて聞こえる場合がある不具合を修正する。
- 携帯電話(本体)のバイブレータを動作するように設定した場合、バイブレータの振動がまれに弱くなる場合がある不具合を修正する。
- ビルド番号が01.00.04から01.00.05になる。

2013年7月31日のアップデート
- 携帯電話（本体）のバイブレータを動作するように設定した場合、spモードメールを受信した際にまれに設定したバイブレーション時間より長くバイブレータが動作する場合がある不具合を修正する。
- 携帯電話（本体）の画面の一部を触れた状態で電源キー押下により画面をONした際、まれにそれ以降タッチパネルが反応しない場合がある不具合を修正する。
- ビルド番号が01.00.00、01.00.01、01.00.04、01.00.05から01.00.06になる。

2013年10月7日のアップデート
- Sweep ONを設定し通話をした際、まれに意図せずバイブが鳴動し、通話が終了する場合がある不具合を修正する。
- 「dビデオ、dアニメストアコンテンツのMHL出力」機能の追加。
- ビルド番号が01.00.00、01.00.01、01.00.04、01.00.05、01.00.06から01.00.07になる。

2014年3月31日のアップデート
- 正常に読取可能なmicroSDカードを挿入しても、通知バーに「microSDカードが予期せず取り外されました」と繰り返し表示される場合がある不具合を修正する。
- ビルド番号が01.00.00、01.00.01、01.00.04、01.00.05、01.00.06、01.00.07から01.00.08になる。

2014年7月14日のアップデート
- ミュージックアプリにて、スクロール操作時に「microSDを読み込み中です」と表示される場合がある不具合を修正する。
- ビルド番号が01.00.00、01.00.01、01.00.04、01.00.05、01.00.06、01.00.07、01.00.08から01.00.09になる。

2014年12月18日のアップデート
- スリープモード中に携帯電話（本体）がまれにフリーズする場合がある不具合を修正する。
- ビルド番号が01.00.00、01.00.01、01.00.04、01.00.05、01.00.06、01.00.07、01.00.08、01.00.09から01.00.10になる。